# Thormann-Speicher
Der Thormann-Speicher in Wismar am Alten Hafen, Stockholmer Straße, steht unter Denkmalschutz.

## Geschichte

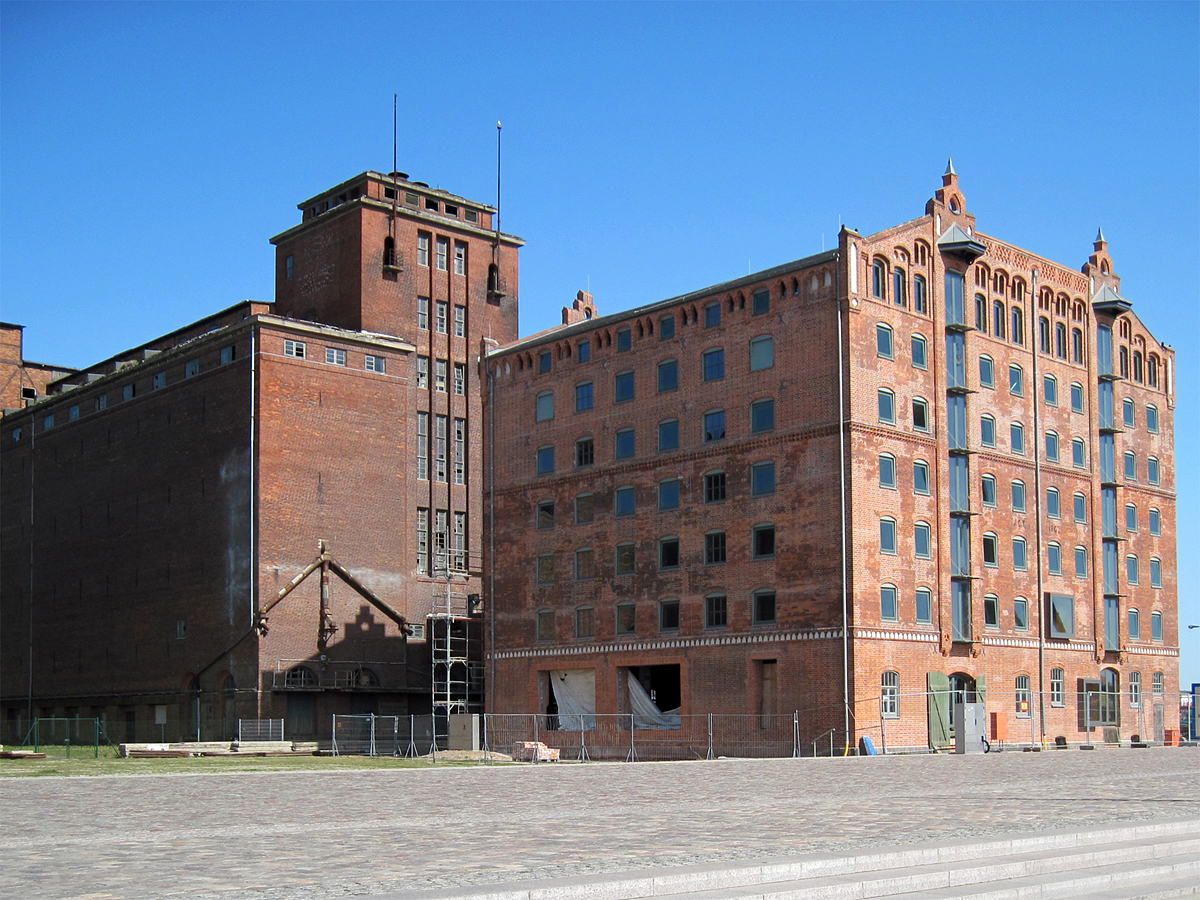
Thormann-Speicher (rechts) und Löwe-Speicher I

Der siebengeschossige 22 Meter hohe, ca. 22 × 25 Meter große verklinkerte neogotische Getreidespeicher mit einer Nutzfläche von 4000 m² wurde 1862 in der Speicherstadt für den Großkaufmann, Reeder und Ratsherrn Johann Christian Thormann (1814–1896), Bruder des Architekten Heinrich Thormann, gebaut. Umlaufende horizontal gegliederte Gesimse betonen die Gestaltung ebenso wie die vier Giebelrisalite an der Hafen- und Rückseite. 1893 erwarb ihn die Getreidehandelsfirma G.W. Loewe. Das Gebäude wurde erweitert, die Tragwerkkonstruktion verstärkt und Hebeanlagen eingebaut; eine Ladebrücke führte nun zum Kai.
Die DDR verstaatlichte die Firma mit dem Speicher. Der Volkseigene Erfassungs- und Aufkaufbetrieb hieß VEAB, VEB Kombinat Getreidewirtschaft, Betrieb Wismar und betrieb den Speicher zusammen mit dem Löwe-Speicher (Silo 1, 1935), dem Kruse-Speicher (Silo 2, 1940) und dem Ohlerich-Speicher (Silo 3, 1938) bis in die 1980er Jahre.
Er steht unter besonderem Schutz der UNESCO, nachdem die Altstadt und der Alte Hafen von Wismar 2002 in die Welterbeliste aufgenommen wurden. Nach längerem Leerstand ließ die Stadt Wismar als neuer Eigentümer den Speicher ab 2004 nach Plänen von Mai Stadtplaner + Architekt (Lübeck) umfassend sanieren. 17.000 in Dänemark handgefertigte Ziegel ersetzten marode Steine. Zudem erfolgte eine umfassende Bekämpfung der Holzschädlinge und des Schwamms der inneren Holzbalken. An der Nordost- und der Südostfassade sorgen neue, zum Teil bodentiefe Öffnungen für eine bessere Belichtung. Die technischen Ausstattungen, wie die Förderanlagen, sollen erhalten bleiben. Wismar verkaufte 2018 den Speicher an einen privaten Investor aus Schwerin. Geplant ist eine Nutzung durch Gastronomie, Arztpraxen und Büros.